# Bill Menzies
William John "Bill" Menzies, född 3 september 1901 i Aberdeen, Skottland, död 3 januari 1970, var en skotsk före detta professionell fotbollsspelare. 
Menzies spelade vänsterback i Leeds United i början av klubbens existens mellan 1922 och 1932. Han spelade totalt 260 matcher och gjorde 2 mål, varav 250 ligamatcher och 1 mål, under sina 11 år i klubben . Han spelade därefter i icke-ligalaget Goole Town fram till 1934 då han avslutade sin fotbollskarriär.